# Portnjaginosee
Der Portnjaginosee (russisch Озеро Портнягино) ist ein See im Norden der russischen Region Krasnojarsk.

## Lage
Der Portnjaginosee liegt im Südosten der Taimyr-Halbinsel im Nordsibirischen Tiefland. Der etwa 376 km² große See befindet sich auf einer Höhe von etwa 55 m. Er misst ungefähr 29,4 km in Ost-West-Richtung sowie 24,8 km in Nord-Süd-Richtung. Nahe dem Südwestufer befindet sich eine 1,5 km² große Insel. Im äußersten Westen des Sees begrenzt eine 3,8 km lange Landzunge ein Nebenbecken, aus welchem die Gusicha zum 50 km entfernt gelegenen Chatangagolf abfließt. 

## Einzugsgebiet und Zuflüsse
Das Einzugsgebiet des Portnjaginosees umfasst 1460 km². Größere Zuflüsse sind Biska (53 km lang) und Nganasanskaja (28 km lang). Weiterhin fließt dem Portnjaginosee das Wasser des 8 km weiter nördlich gelegenen Ulachan-Bustach-Sees zu.